# Brígida de Suècia
|  | Aquest article tracta sobre la princesa sueca del segle XX. Si cerqueu la santa sueca del segle XIV, copatrona d'Europa, vegeu «Santa Brígida de Suècia». |

Brígida de Suècia (suec: Birgitta Ingeborg Alice)  (palau de Haga, 19 de gener de 1937 - Mallorca, 4 de desembre de 2024) va ser una princesa de Suècia amb el tractament habitual d'altesa reial que contragué matrimoni amb un príncep de la Casa dels Hohenzollern-Sigmaringen.

## Biografia
Nascuda al Palau d'Haga d'Estocolm, essent filla del príncep Gustau Adolf de Suècia i de la princesa Sibil·la de Saxònia-Coburg Gotha. La princesa era neta del rei Gustau VI Adolf de Suècia i de la princesa Margarida del Regne Unit per via paterna, mentre que per via materna ho era del príncep i duc Carles Eduard de Saxònia-Coburg Gotha i de la princesa Victòria Adelaida de Schleswig-Holstein-Sondenburg-Glücksburg.
En una visita que realitzà als seus avis materns a Alemanya conegué per casualitat al príncep Joan Jordi de Hohenzollern-Sigmaringen amb qui es casà el 25 de maig de 1961 a Estocolm i dies després al Castell de Sigmaringen. El príncep era fill del príncep Frederic de Hohenzollern-Sigmaringen i de la princesa Margarida de Saxònia. La parella tingué tres fills:
- SAS el príncep Carles Cristià de Hohenzollern-Sigmaringen, nat a Múnic el 1962. L'any 1999 es casà amb Nicole Helene Neschitsch.

- SAS la princesa Desidèria de Hohenzollern-Sigmaringen, nada el 1963 a Múnic. Es casà amb el comte Heinrich von Ortenburg el 1990.

- SAS el príncep Humbert de Hohenzollern-Sigmaringen, nat el 1966 a Múnic. Es casà l'any 2000 amb Uta Maria König.

En ser l'única entre les seves germanes que es casà dintre dels cercles de les famílies reials, va ser l'única que va poder mantenir el tractament d'altesa reial. L'any 1990 se separà del seu marit malgrat que no es van divorciar.
Des de la separació, la princesa va viure a Palma mentre que el seu marit seguia residint a Múnic i on era director d'un important museu de la capital bavaresa. La princesa va formar part d'un gran nombre d'associacions benèfiques alhora que també va participar en organitzacions vinculades al món del golf. Així creà, a Palma, el Trofeu Princesa Brígida.